# Ronald Hitzler
Ronald Hitzler (* 4. März 1950 in Königsbronn in Baden-Württemberg) ist ein deutscher Soziologe.

## Leben
Ronald Hitzler legte 1970 die Fachgebundene Hochschulreife am Wirtschaftsgymnasium Heidenheim ab. Zwischen 1970 und 1974 absolvierte er ein insgesamt 20-monatiges Redaktionsvolontariat beim Schwarzwälder Boten, einer regionalen Tageszeitung. Von Oktober 1972 bis Januar 1974 leistete er Zivildienst in einem Altenpflegeheim in Heidenheim.
Hitzler studierte von 1974 bis 1978 Soziologie, Politikwissenschaft und Philosophie an der Universität Konstanz und schloss das Studium mit einem Magister Artium in Soziologie und Politikwissenschaft ab. Gutachter der Magisterarbeit waren Thomas Luckmann und Volker Roth. 
Im Juni 1987 promovierte Hitzler bei Peter Gross und Ulrich Beck zum Dr. rer. pol. an der Fakultät Sozial- und Wirtschaftswissenschaften der Universität Bamberg.
Im April 1995 folgte die Habilitation in Soziologie am Fachbereich Philosophie und Sozialwissenschaften der Freien Universität Berlin. Friedhelm Neidhardt, Ulrich Beck, Hans-Georg Soeffner und Dietmar Kamper waren die Gutachter der Habilitationsschrift.

## Lehrtätigkeit
Von 1979 bis 1982 arbeitete Hitzler als wissenschaftliche Hilfskraft am Lehrstuhl 'Kultur, Kommunikation und Methodologie' bei Luckmann an der Universität Konstanz. Danach folgten Tätigkeiten als wissenschaftlicher Mitarbeiter an der Universität Bamberg (1982 bis 1984) und am Forschungsinstitut für Soziologie der Universität zu Köln (1985 bis 1989). Daneben betätigte er sich 1983 bis 1984 als freier Publizist. Von 1989 bis 1995 war Hitzler wissenschaftlicher Assistent von Ulrich Beck, zunächst drei Jahre an der Universität Bamberg, dann ab 1992 an der Universität München.
Nach verschiedenen Lehrstuhlvertretungen am Institut für Soziologie der Universität München zwischen 1995 und 1997 war Hitzler von April 1997 bis 2017 Inhaber des Lehrstuhls für Allgemeine Soziologie und seit seiner Pensionierung leitet er das Forschungsgebiet Modernisierung als Handlungsproblem an der Technischen Universität Dortmund.

## Wissenschaftliche Aktivitäten

### Forschungsprojekte
Ronald Hitzler leitete eine Reihe von Drittmittelprojekten, u. a.:
- 'Schießen im Verein. Eine explorative Untersuchung des legalen Besitzes und Umgangs mit Schusswaffen' (DFG, 2000/02)
- 'Doppelkarrierepaare. Normalisierungsleistungen und Geschlechterkonstruktionen unter den Bedingungen einer wechselseitigen Entgrenzung von Beruf und Familie' (DFG, 2002/03)
- ‚Das Geflecht aktiver Bürger. Eine explorative Studie zur Funktionsweise von Zivilgesellschaft’  (DFG, 2003/05)
- ‚Globalisierungskritiker: Eine ‚bewegte’ Szene?’ (DFG, 2003/06)
- ‚Informelle Innovationsmuster‘ (BMBF, 2004/07)
- ‚Situative Vergemeinschaftung mittels religiöser Hybridevents: Der XX. Weltjugendtag 2005 in Köln – Organisatorenperspektive’ (DFG, 2005/06)
- ‚Die Ordnung der Assistierenden Interaktion. Videographische Analyse von Pflegesituationen’ (DFG, 2006/08)
- ‚Management multipler Divergenzen – Begleitstudie zur Organisation und Koordination des Mega-Event-Projekts „Kulturhauptstadt Europas Ruhr 2010“‘ (2009/11)
- ‚Konsensfiktion „Selbstbestimmung“ – am Beispiel von Interaktionen zwischen dementen Menschen und professionellen Pflegekräften‘ (DFG, 2010/12)
- ‚Die Mediatisierung der Erlebniswelten des Glücksspiels I–III‘ (DFG, 2010/16)
- ‚Deutungsmuster „Wachkoma“. Eine projektfokussierte Trajektanalyse‘ (DFG, 2012/15)
- ‚Inszenierung von Szene-Zugehörigkeit‘  (BMBF, 2014/17)
- ‚Protest-Hybride. Zur Relevanz von Spaß und hedonistischen Motiven bei Protestereignissen und daraus resultierende Spannungsfelder‘ (DFG, 2014/17)
- ‚Kommunikative Konstruktion von Rändern der Sozialität: Der fragile Umgang mit Menschen mit Autismus-Spektrum-Störungen‘ (DFG, 2017/20)

### Mitgliedschaften
Ronald Hitzler ist Mitglied der Deutschen Gesellschaft für Soziologie (DGS). 
- Von 2005 bis 2006 und von 2009 bis 2013 war er Mitglied des Vorstands der DGS.
- Von 1995 bis 2001 Vorsitzender der Sektion 'Politische Soziologie'.
- Von 2005 bis 2010 Vorsitzender der Sektion ‚Wissenssoziologie’.
- Von 2008 bis 2015 Mitglied des Fachkollegiums ‚Sozialwissenschaften’ der Deutschen Forschungsgemeinschaft (DFG).

### Sonstige wissenschaftliche Tätigkeiten
Hitzler ist wissenschaftlicher Beirat verschiedener sozialwissenschaftlicher Zeitschriften und Herausgeber mehrerer Buchreihen bei den Verlagen Springer VS und Beltz Juventa. Er ist Mitveranstalter der Fuldaer Feldarbeitstage, Gutachter bei verschiedenen Institutionen und Mitglied in verschiedenen Kommissionen und Jurys.

## Veröffentlichungen

### Bücher (Auswahl)
- mit Paul Eisewicht: Lebensweltanalytische Ethnographie – im Anschluss an Anne Honer. Weinheim, Basel: Beltz Juventa 2016.
- mit Lakshmi Kotsch: Selbstbestimmung trotz Demenz? Ein Gebot und seine praktische Relevanz im Pflegealltag. Weinheim, Basel: Beltz Juventa 2013.
- mit Corinna Iris Leuschner und Frank Mücher: Lebensbegleitung im Haus Königsborn. Konzepte und Praktiken in einer Langzeitpflegeeinrichtung für Menschen mit schweren Hirnschädigungen. Weinheim, Basel: Beltz Juventa 2013.
- mit Gregor Betz, Gerd Möll und Arne Niederbacher: Mega-Event-Macher. Zum Management multipler Divergenzen am Beispiel der Kulturhauptstadt Europas RUHR.2010. Wiesbaden: Springer VS 2013.
- Eventisierung. Drei Fallstudien zum marketingstrategischen Massenspaß. Wiesbaden: VS 2011.
- mit Arne Niederbacher: Leben in Szenen. Formen juveniler Vergemeinschaftung heute. Wiesbaden: VS 2010 (3., völlig überarbeitete Aufl.).

### Sammelbände (Auswahl)
- mit Nicole Burzan: Typologische Konstruktionen. Wiesbaden: Springer VS 2018.
- mit Nicole Burzan: Theoretische Einsichten. Im Kontext empirischer Arbeit. Wiesbaden: Springer VS 2017.
- mit Nicole Burzan: Auf den Hund gekommen. Interdisziplinäre Annäherung an ein Verhältnis. Wiesbaden: Springer VS 2016.
- mit Nicole Burzan und Heiko Kirschner: Materiale Analysen. Methodenfragen in Projekten (Reihe ‚Erlebniswelten‘). Wiesbaden: Springer VS 2016.
- mit Dirk vom Lehn): Special Issue: Phenomenology-based Ethnography. Journal of Contemporary Ethnography. October 2015; 44 (5).
- mit Miriam Gothe: Ethnographische Erkundungen. Methodische Aspekte aktueller Forschungsprojekte. Wiesbaden: Springer VS 2015.
- Hermeneutik als Lebenspraxis. Ein Vorschlag von Hans-Georg Soeffner. Weinheim, Basel: Beltz Juventa 2015.
- mit Anne Honer und Michaela Pfadenhauer: Posttraditionale Gemeinschaften. Theoretische und ethnografische Bestimmungen. Wiesbaden: VS 2008.
- mit Winfried Gebhardt und Michaela Pfadenhauer: Events. Soziologie des Außergewöhnlichen. Opladen: Leske + Budrich 2000.
- mit Jo Reichertz und Norbert Schröer: Hermeneutische Wissenssoziologie. Standpunkte zur Theorie der Interpretation. Konstanz: UVK 1999.
- mit Anne Honer: Sozialwissenschaftliche Hermeneutik. Eine Einführung. Opladen: Leske + Budrich, UTB 1997.
- mit Anne Honer und Christoph Maeder: Expertenwissen. Die institutionalisierte Kompetenz zur Konstruktion von Wirklichkeit. Opladen: Westdeutscher 1994.

### Artikel in Zeitschriften (Auswahl)
- Zentrale Merkmale und periphere Irritationen interpretativer Sozialforschung. In: Zeitschrift für Qualitative Forschung (ZQF), 17. Jg., H. 1+2/2016, S. 171–184.
- mit Anne Honer: Life-World-Analytical Ethnography: A Phenomenology-Based Research Approach. In: Journal of Contemporary Ethnography. 2015, Vol 44(5), S. 544–562  doi:10.1177/0891241615588589).
- In der Konsensmaschinerie. Milieuzugehörigkeit zwischen dem Entdecken von Gemeinsamkeiten und dem Erleben von Gemeinschaft. In: Zeitschrift für Theoretische Soziologie (ZTS), 1. Sonderband 2014 (Isenböck, Peter/Nell, Linda/Renn, Joachim (Hrsg.): Die Form des Milieus), S. 100–114.
- Die rituelle Konstruktion der Person. Aspekte des Erlebens eines Menschen im sogenannten Wachkoma [44 Absätze]. Forum Qualitative Sozialforschung / Forum: Qualitative Social Research, 2012, 13(3), Art. 12, urn:nbn:de:0114-fqs1203126.
- Wohin des Wegs? Ein Kommentar zu neueren Entwicklungen in der deutschsprachigen "qualitativen" Sozialforschung [31 Absätze]. In: Forum Qualitative Sozialforschung / Forum: Qualitative Social Research, 2007, 8(3), Art. 4. Verfügbar über: http://www.qualitative-research.net/fqs-texte/3-07/07-3-4-d.htm.
- The Reconstruction of Meaning. Notes on German Interpretive Sociology. [35 paragraphs]. In: Forum Qualitative Sozialforschung / Forum: Qualitative Social Research [On-line Journal], 2005, 6(3), Art. 45. Available at: http://www.qualitative-research.net/fqs-texte/3-05/05-3-45-e.htm.
- Die Wiederentdeckung der Handlungspotentiale. Problemstellungen politischer Soziologie unter den Bedingungen reflexiver Modernisierung. In: Zeitschrift für Politik, 47. Jg., H. 2/2000, S. 183–200.